# دائرة عين التوتة
دائرة عين التوتة هي إحدى دوائر ولاية باتنة الجزائرية.